# Pizzo Tamborello
Pizzo Tamborello – szczyt w Alpach Lepontyńskich, części Alp Zachodnich. Leży na granicy między Szwajcarią (kanton Gryzonia) a Włochami (region Lombardia). Należy do podgrupy Alpy Adula. Można go zdobyć ze schroniska Rifugio Stuetta (1900 m) po stronie włoskiej.